# Жълтогърл виреон
Жълтогърлият виреон (Vireo flavifrons) е вид птица от семейство Vireonidae. Видът е незастрашен от изчезване.

## Разпространение
Разпространен е в Антигуа и Барбуда, Бахамски острови, Барбадос, Белиз, Канада, Кайманови острови, Колумбия, Коста Рика, Куба, Кюрасао, Доминика, Салвадор, Гваделупа, Гватемала, Хондурас, Мартиника, Мексико, Монсерат, Никарагуа, Панама, Пуерто Рико, Сейнт Китс и Невис, Сейнт Лусия, Сейнт Винсент и Гренадини, Тринидад и Тобаго, Търкс и Кайкос, САЩ, Венецуела и Вирджински острови.